# Dendronephthya punicea
Dendronephthya punicea är en korallart som beskrevs av Studer 1888. Dendronephthya punicea ingår i släktet Dendronephthya och familjen Nephtheidae. Inga underarter finns listade i Catalogue of Life.